# Heteropoda simplex
Heteropoda simplex är en spindelart som beskrevs av Jäger och Ono 2000. Heteropoda simplex ingår i släktet Heteropoda och familjen jättekrabbspindlar. Inga underarter finns listade i Catalogue of Life.